# Whitechapel (gruppo musicale)
I Whitechapel sono un gruppo musicale deathcore statunitense proveniente da Knoxville, nel Tennessee. Dalla fondazione nel 2006, la band ha realizzato nove album in studio, tutti pubblicati dalla Metal Blade Records.
Il nome del gruppo deriva da un quartiere di Londra chiamato Whitechapel, dove operava Jack lo squartatore.

## Storia del gruppo

### Primi anni e album di debutto (2006-2007)
I Whitechapel sono stati fondati nel febbraio del 2006 a Knoxville da Phil Bozeman, Brandon Cagie e Ben Savage. Subito dopo si aggiunse il chitarrista Alex Wade, il bassista Gabe Crisp e il batterista Derek Martin. Il gruppo ha registrato il primo demo nel marzo di quell'anno.
Nel 2007 la band firmò un contratto con la Siege of Amida Record nel Regno Unito e con la Candlelight Records in Nord America. Dopo la sostituzione del precedente batterista con Kevin Lane, pubblicano il loro album di debutto The Somatic Defilement.

### Contratto con la Metal Blade (2008-presente)
Nell'ottobre del 2007 il gruppo firma con la Metal Blade Records e nel 2008 pubblica il secondo album chiamato This Is Exile. L'album arriva alla posizione 118 della Billboard 200. In agosto i Whitechapel si esibiscono nel loro primo tour da headliner con gli Impending Doom, A Different Breed of Killer e i Through the Eyes of the Dead.
Nel 2008 poi la band inizia ad andare in tour con band molto importanti ad esempio i Parkway Drive e Unearth nel Never Say Die! Tour.
I Whitechapel sono inoltre andati in tour con Job for a Cowboy, Cannibal Corpse, Behemoth e Black Dahlia Murder e supportato band come gli Slayer e Marilyn Manson al Mayhem Festival.
Nel 2010 fanno da supporto ai Trivium insieme ai Darkest Hour nel corso dell'Into the Mouth of Hell We Tour.
I Whitechapel decidono di registrare l'album seguente con il produttore Jason "Nero Pelle" Suecof. Annunciano inoltre che la data di uscita dell'album sarebbe stata nell'estate 2010 e in seguito il nome dell'album fu confermato essere A New Era of Corruption.
I loro fan con la loro dedizione hanno permesso loro di essere presenti al Warped Tour del 2010 e al California Metal Fest. Nello stesso anno vanno in tour con Impending Doom, Oceano, I Declare War e Miss May I.
Nel dicembre di quell'anno il batterista Kevin Lane decide di lasciare il gruppo per ritornare al college e Benjiamin Harclerode dei Knights of the Abyss lo sostituì.
Nel 2011 viene pubblicato il video per la canzone Breeding Violence e iniziano il loro tour “Welcome to Hell Tour" con i The Acacia Strain, Veil of Maya, Chelsea Grin e Declare War per tutto febbraio e marzo 2011. Il tour fu seguito da un altro dallo stesso nome in Europa con gli Acacia Strain come supporto diretto e gli Impending Doom ad aprire lo show.
Il 28 settembre i Whitechapel pubblicano una nuova canzone chiamata Section 8 e confermano un EP in edizione limitata chiamato Recorrupted pubblicato poi nel novembre 2011.
La band registra il suo quarto album, intitolato semplicemente Whitechapel, agli Audio Hammer Studios con il produttore Mark Lewis, e il 19 giugno viene pubblicato dalla Metal Blade Records. Il video ufficiale per il singolo Hate Creation viene pubblicato il 30 aprile sul canale YouTube della casa discografica. La band però dovette cancellare il tour europeo a causa di problemi familiari.
La band annuncia su Twitter e Instagram, all'inizio del 2013, che le registrazioni per il nuovo album sarebbero iniziate in primavera. Queste terminano poi il 10 dicembre, e il 26 febbraio 2014 vengono annunciati il titolo e la data di pubblicazione, accompagnati dal singolo The Saw Is the Law. Our Endless War, questo il titolo del quinto album del gruppo, viene pubblicato il 26 aprile dalla Metal Blade Records. A esso segue due anni dopo l'album Mark of the Blade.

## Influenze
I Whitechapel sono una band deathcore influenzata da black metal e grindcore. Da un'intervista a Phil: "Io e Ben siamo più appassionati di death metal come i Cannibal Corpse e Bloodbath, Zach anche ma a lui piacciono di più il black metal e il metal europeo e questo porta ad una sua grande influenza sul gruppo; Alex ha un background più hardcore ed è questa l'influenza che porta lui".

## Formazione

### Formazione attuale
- Phil Bozeman – voce (2006-presente)
- Ben Savage – chitarra solista (2006-presente)
- Zach Householder – chitarra ritmica (2007-presente)
- Alex Wade – chitarra ritmica (2006-presente)
- Gabe Crisp – basso (2006-presente)
- Ben Harclerode – batteria (2011-presente)

### Ex componenti
- Brandon Cagle – chitarra (2006-2007)
- Derek Martin – batteria (2006-2007)
- Kevin Lane – batteria (2007-2011)

## Discografia

### Album in studio
- 2007 – The Somatic Defilement
- 2008 – This Is Exile
- 2010 – A New Era of Corruption
- 2012 – Whitechapel
- 2014 – Our Endless War
- 2016 – Mark of the Blade
- 2019 – The Valley
- 2021 – Kin
- 2025 – Hymns in Dissonance

### Album dal vivo
- 2015 – The Brotherhood of the Blade
- 2024 – Live in the Valley

### EP
- 2011 – Recorrupted

## Videografia

### Video musicali
| Anno | Titolo                                   | Regista            |
| ---- | ---------------------------------------- | ------------------ |
| 2008 | This Is Exile                            | David Brodsky      |
| 2008 | Possession                               | David Brodsky      |
| 2009 | Eternal Refuge                           | Abstrakt Pictures  |
| 2010 | The Darkest Day of Man                   | David Brodsky      |
| 2012 | I Dementia                               | David Brodsky      |
| 2012 | Possibilities of an Impossible Existence | Strati Hovartos    |
| 2014 | Our Endless War                          | Naughty Mantis     |
| 2014 | Worship the Digital Age                  | David Brodsky      |
| 2015 | Let Me Burn                              | Mitch Massie       |
| 2016 | Elitist Ones'                            | James Foster       |
| 2016 | Bring Me Home                            | Naughty Mantis     |
| 2019 | When a Demon Defiles a Witch             | Mathis Arnell      |
| 2019 | Hickory Creek                            | Mathis Arnell      |
| 2020 | Doom Woods                               | Chrystal Spotlight |
| 2021 | Lost Boy                                 | Chrystal Spotlight |
| 2021 | Bloodsoaked Symphony                     | David Brodsky      |
| 2021 | Orphan                                   | David Brodsky      |
| 2022 | Anticure                                 | David Brodsky      |
| 2023 | I Will Find You                          | David Brodsky      |
| 2024 | A Visceral Retch                         | David Brodsky      |
| 2025 | Hymns in Dissonance                      | David Brodsky      |